# Молодіжний чемпіонат світу з футболу 2019 (склади команд)
У статті зазначені склади збірних національних команд молодіжного чемпіонату світу з футболу 2019 року. Кожна команда мала назвати попередній склад, що б включав від 22 до 50 гравців. З попереднього складу команда повинна назвати кінцеву заявку з 21 гравця (троє з яких повинні бути воротарями) до кінцевого терміну FIFA. Гравців у кінцевій заявці можна замінити гравцями з попереднього складу через серйозну травму або хворобу до 24 годин до початку першого матчу команди. У турнірі мали право брати участь гравці, що народилися між 1 січня 1999 року та 31 грудня 2003 року.
Громадянство для кожного клубу відображає національну асоціацію (а не лігу), до якої належить клуб. Прапор подається для тренерів іншої національності, ніж їхня національна команда. Гравці, виділені жирним шрифтом, брали участь у матчах на міжнародному рівні дорослих команд.
| Група A                       | Група B                       | Група C                                 | Група D                   | Група E                               | Група F                                 |
| ----------------------------- | ----------------------------- | --------------------------------------- | ------------------------- | ------------------------------------- | --------------------------------------- |
| Польща Колумбія Таїті Сенегал | Мексика Італія Японія Еквадор | Гондурас Нова Зеландія Уругвай Норвегія | Катар Нігерія Україна США | Панама Малі Франція Саудівська Аравія | Португалія Південна Корея Аргентина ПАР |

## Група A

### Польща
Головний тренер: Яцек Магера
Остаточний склад було оголошено 13 квітня.
| №  | Поз. | Гравець             | Дата народження (вік)            | Ігри | Голи | Клуб               |
| -- | ---- | ------------------- | -------------------------------- | ---- | ---- | ------------------ |
| 1  | ВР   | Радослав Маєцький   | 16 листопада 1999 (вік 19 років) |      |      | Легія              |
| 2  | ЗХ   | Майк Навроцький     | 7 лютого 2001 (вік 18 років)     |      |      | Вердер             |
| 3  | ПЗ   | Тимотеш Пухач       | 23 січня 1999 (вік 20 років)     |      |      | ГКС (Катовіце)     |
| 4  | ЗХ   | Адріан Гришкевич    | 13 грудня 1999 (вік 19 років)    |      |      | Гурник (Забже)     |
| 5  | ЗХ   | Серафін Шота        | 4 березня 1999 (вік 20 років)    |      |      | Одра (Ополе)       |
| 6  | ЗХ   | Себастьян Валукевич | 5 квітня 2000 (вік 19 років)     |      |      | Погонь (Щецин)     |
| 7  | ПЗ   | Томаш Маковський    | 19 липня 1999 (вік 19 років)     |      |      | Лехія (Гданськ)    |
| 8  | ПЗ   | Матеуш Богуш        | 22 серпня 2001 (вік 17 років)    |      |      | Лідс Юнайтед       |
| 9  | НП   | Домінік Стечик      | 4 травня 1999 (вік 20 років)     |      |      | Нюрнберг           |
| 10 | ПЗ   | Давід Копач         | 29 травня 1999 (вік 19 років)    |      |      | Штутгарт           |
| 11 | ЗХ   | Якуб Беднарчик      | 2 січня 1999 (вік 20 років)      |      |      | Санкт-Паулі        |
| 12 | ВР   | Мілош Млечко        | 1 березня 1999 (вік 20 років)    |      |      | Пуща (Неполомиці)  |
| 13 | ПЗ   | Міхал Скураш        | 15 лютого 2000 (вік 19 років)    |      |      | Термаліка Брук-Бет |
| 14 | ПЗ   | Нікола Залевський   | 23 січня 2002 (вік 17 років)     |      |      | Рома               |
| 15 | ЗХ   | Ян Собоцинський     | 20 березня 1999 (вік 20 років)   |      |      | ЛКС (Лодзь)        |
| 16 | ПЗ   | Бартош Сліш         | 29 березня 1999 (вік 20 років)   |      |      | Заглембє (Любін)   |
| 17 | НП   | Адріан Бенедичак    | 24 листопада 2000 (вік 18 років) |      |      | Погонь (Щецин)     |
| 18 | ПЗ   | Адріан Станілевич   | 22 лютого 2000 (вік 19 років)    |      |      | Баєр 04            |
| 19 | ПЗ   | Адріан Лищаж        | 22 серпня 1999 (вік 19 років)    |      |      | ГКС (Катовіце)     |
| 20 | ПЗ   | Марцель Зилля       | 14 січня 2000 (вік 19 років)     |      |      | Баварія (Мюнхен)   |
| 21 | ВР   | Кароль Немчицький   | 5 липня 1999 (вік 19 років)      |      |      | НАК Бреда          |

### Колумбія
Головний тренер: Артуро Реєс
Остаточний склад було оголошено 29 квітня. Через травму 15 травня замість Єйлера Гомеса у заявку був включений Андрес Переа.
| №  | Поз. | Гравець              | Дата народження (вік)            | Ігри | Голи | Клуб                     |
| -- | ---- | -------------------- | -------------------------------- | ---- | ---- | ------------------------ |
| 1  | ВР   | Рейнальдо Фонтальво  | 8 січня 1999 (вік 20 років)      |      |      | Барранкілья              |
| 2  | ЗХ   | Карлос Куеста        | 9 березня 1999 (вік 20 років)    |      |      | Атлетіко Насьйональ      |
| 3  | ЗХ   | Андрес Реєс          | 8 вересня 1999 (вік 19 років)    |      |      | Атлетіко Насьйональ      |
| 4  | ЗХ   | Андерсон Арройо      | 27 вересня 1999 (вік 19 років)   |      |      | Ліверпуль                |
| 5  | ЗХ   | Андрес Баланта       | 18 січня 2000 (вік 19 років)     |      |      | Депортіво Калі           |
| 6  | ПЗ   | Андрес Переа         | 14 листопада 2000 (вік 18 років) |      |      | Атлетіко Насьйональ      |
| 7  | ПЗ   | Іван Ангуло          | 22 березня 1999 (вік 20 років)   |      |      | Палмейрас                |
| 8  | ПЗ   | Хайме Альварадо      | 26 липня 1999 (вік 19 років)     |      |      | Вотфорд                  |
| 9  | НП   | Луїс Сандоваль       | 1 червня 1999 (вік 19 років)     |      |      | Барранкілья              |
| 10 | НП   | Хуан Каміло Ернандес | 22 квітня 1999 (вік 20 років)    |      |      | Уеска                    |
| 11 | НП   | Луїс Сіністерра      | 17 червня 1999 (вік 19 років)    |      |      | Феєнорд                  |
| 12 | ВР   | Хуан Лемус           | 1 січня 1999 (вік 20 років)      |      |      | Льянерос (Вільявісенсіо) |
| 13 | ВР   | Кевін Міер           | 18 травня 2000 (вік 19 років)    |      |      | Атлетіко Насьйональ      |
| 14 | ЗХ   | Хуан Пальма          | 18 липня 1999 (вік 19 років)     |      |      | Онсе Кальдас             |
| 15 | ПЗ   | Густаво Карвахаль    | 17 червня 2000 (вік 18 років)    |      |      | América                  |
| 16 | ЗХ   | Браян Вера           | 15 січня 1999 (вік 20 років)     |      |      | Ітагуї Леонес            |
| 17 | НП   | Дейбер Кайседо       | 25 березня 2000 (вік 19 років)   |      |      | Депортіво Калі           |
| 18 | ПЗ   | Андрес Амая          | 25 квітня 2001 (вік 18 років)    |      |      | Атлетіко Уїла            |
| 19 | НП   | Карлос Теран         | 24 вересня 2000 (вік 18 років)   |      |      | Енвігадо                 |
| 20 | ПЗ   | Хоан Карбонеро       | 20 липня 1999 (вік 19 років)     |      |      | Онсе Кальдас             |
| 21 | ПЗ   | Жан Карлос Колорадо  | 11 вересня 2000 (вік 18 років)   |      |      | Кортулуа                 |

### Таїті
Головний тренер: Бруно Техаамоана
Остаточний склад було оголошено 28 квітня.
| №  | Поз. | Гравець           | Дата народження (вік)            | Ігри | Голи | Клуб           |
| -- | ---- | ----------------- | -------------------------------- | ---- | ---- | -------------- |
| 1  | ВР   | Жосселен Капель   | 1 липня 2002 (вік 16 років)      |      |      | Сент-Етьєн     |
| 2  | ЗХ   | Самуель Ліпаро    | 2 жовтня 1999 (вік 19 років)     |      |      | Конкарно       |
| 3  | ЗХ   | Еннель Техаамоана | 12 квітня 1999 (вік 20 років)    |      |      | Дрегон         |
| 4  | ПЗ   | Каваїей Морган    | 8 жовтня 2001 (вік 17 років)     |      |      | Треліссак      |
| 5  | ЗХ   | Етьєн Таве        | 4 травня 2000 (вік 19 років)     |      |      | Венус          |
| 6  | ПЗ   | Тераї Бремон      | 16 травня 2001 (вік 18 років)    |      |      | Тулуза         |
| 7  | ПЗ   | Рамануї Амау      | 9 червня 2000 (вік 18 років)     |      |      | Венус          |
| 8  | ПЗ   | Янн Віві          | 7 червня 2000 (вік 18 років)     |      |      | Женес Таїтіенс |
| 9  | НП   | Едді Каспар       | 27 травня 2001 (вік 17 років)    |      |      | Треліссак      |
| 10 | ПЗ   | Роонуї Техау      | 15 грудня 1999 (вік 19 років)    |      |      | Дрегон         |
| 11 | ЗХ   | Маурі Хеїтаа      | 31 липня 1999 (вік 19 років)     |      |      | Венус          |
| 12 | ПЗ   | Уго Бубе          | 24 листопада 1999 (вік 19 років) |      |      | Женес Таїтіенс |
| 13 | НП   | Калахані Б'юмер   | 14 лютого 2000 (вік 19 років)    |      |      | Стад Борделе   |
| 14 | НП   | Тутехау Туфаріуа  | 31 січня 2000 (вік 19 років)     |      |      | Таярапу        |
| 15 | ПЗ   | Техауарії Олозе   | 3 червня 2002 (вік 16 років)     |      |      | Тефана         |
| 16 | ВР   | Теваеараї Таматаї | 15 січня 2001 (вік 18 років)     |      |      | Венус          |
| 17 | ПЗ   | Дієго Аранеда     | 27 липня 2000 (вік 18 років)     |      |      | Сентрал Спорт  |
| 18 | ЗХ   | Теваїтіні Теумере | 2 квітня 2003 (вік 16 років)     |      |      | Тулуза         |
| 19 | ПЗ   | Херехаунуї Ферран | 8 серпня 2001 (вік 17 років)     |      |      | Сентрал Спорт  |
| 20 | ПЗ   | Кітін Маро        | 1 травня 1999 (вік 20 років)     |      |      | Венус          |
| 21 | ВР   | Моана Піто        | 25 січня 2000 (вік 19 років)     |      |      | Тефана         |

### Сенегал
Головний тренер: Юссуф Дабо
Остаточний склад було оголошено 13 травня.
| №  | Поз. | Гравець             | Дата народження (вік)            | Ігри | Голи | Клуб                    |
| -- | ---- | ------------------- | -------------------------------- | ---- | ---- | ----------------------- |
| 1  | ВР   | Шейх Сарр           | 21 квітня 2000 (вік 19 років)    |      |      | Хімнастік (Таррагона)   |
| 2  | ЗХ   | Мусса Н'Діає        | 18 липня 2002 (вік 16 років)     |      |      | Екселленс Фут           |
| 3  | ЗХ   | Формоз Манді        | 2 січня 2001 (вік 18 років)      |      |      | Дару Салам              |
| 4  | ПЗ   | Уссейну Кавен Діань | 5 червня 1999 (вік 19 років)     |      |      | Ле-Ман                  |
| 5  | ЗХ   | Сулейман Ав         | 5 квітня 1999 (вік 20 років)     |      |      | Ейпен                   |
| 6  | ЗХ   | Ніакате Н'Діає      | 10 квітня 2002 (вік 17 років)    |      |      | AS Dakar Sacré-Cœur     |
| 7  | ПЗ   | Амаду Санья         | 10 червня 1999 (вік 19 років)    |      |      | Кайор Фут               |
| 8  | ЗХ   | Мамаду Мбов         | 8 березня 2000 (вік 19 років)    |      |      | Реймс                   |
| 9  | НП   | Діа Н'Діає          | 2 січня 2000 (вік 19 років)      |      |      | Мец                     |
| 10 | НП   | Ібрагїма Драме      | 6 жовтня 2001 (вік 17 років)     |      |      | Діамбарс                |
| 11 | НП   | Мамаду Данфа        | 6 березня 2001 (вік 18 років)    |      |      | Каса Спортс             |
| 12 | ЗХ   | Альфа Діонку        | 10 жовтня 2001 (вік 17 років)    |      |      | Манчестер Сіті          |
| 13 | ЗХ   | Сулейман Сіссе      | 1 січня 1999 (вік 20 років)      |      |      | Стад де Мбур            |
| 14 | НП   | Ібраїма Ньян        | 11 березня 1999 (вік 20 років)   |      |      | Мец                     |
| 15 | ПЗ   | Уссейну Ньянг       | 12 жовтня 2001 (вік 17 років)    |      |      | Діамбарс                |
| 16 | ВР   | Діалі Н'Діає        | 4 липня 1999 (вік 19 років)      |      |      | Кайор Фут               |
| 17 | ПЗ   | Діон Лопі           | 2 лютого 2002 (вік 17 років)     |      |      | Футбольна академія Осло |
| 18 | ПЗ   | Фалі Ндав           | 7 серпня 1999 (вік 19 років)     |      |      | Teungueth FC            |
| 19 | НП   | Юссуф Баджі         | 20 грудня 2001 (вік 17 років)    |      |      | Каса Спортс             |
| 20 | ПЗ   | Амаду Сісс          | 10 квітня 1999 (вік 20 років)    |      |      | Фортуна (Сіттард)       |
| 21 | ВР   | Франсуа Джіба       | 23 листопада 2000 (вік 18 років) |      |      | Діамбарс                |

## Група B

### Мексика
Головний тренер: Дієго Рамірес
Остаточний склад було оголошено 23 квітня.
| №  | Поз. | Гравець              | Дата народження (вік)            | Ігри | Голи | Клуб               |
| -- | ---- | -------------------- | -------------------------------- | ---- | ---- | ------------------ |
| 1  | ВР   | Карлос Ігера         | 18 листопада 2000 (вік 18 років) |      |      | Тіхуана            |
| 2  | ЗХ   | Кевін Альварес       | 15 січня 1999 (вік 20 років)     |      |      | Пачука             |
| 3  | ЗХ   | Хільберто Сепульведа | 4 лютого 1999 (вік 20 років)     |      |      | Гвадалахара        |
| 4  | ЗХ   | Ефраїн Орона         | 22 лютого 1999 (вік 20 років)    |      |      | Пачука             |
| 5  | ЗХ   | Артуро Карденас      | 15 квітня 1999 (вік 20 років)    |      |      | Керетаро           |
| 6  | ПЗ   | Алан Торрес          | 19 лютого 2000 (вік 19 років)    |      |      | Гвадалахара        |
| 7  | ПЗ   | Дієго Ернандес       | 13 серпня 1999 (вік 19 років)    |      |      | Гвадалахара        |
| 8  | ПЗ   | Місаель Домінгес     | 27 жовтня 1999 (вік 19 років)    |      |      | Крус Асуль         |
| 9  | НП   | Хосе Масіас          | 22 вересня 1999 (вік 19 років)   |      |      | Леон               |
| 10 | ПЗ   | Дієго Лайнес         | 9 червня 2000 (вік 18 років)     |      |      | Реал Бетіс         |
| 11 | НП   | Роберто де ла Роса   | 4 січня 2000 (вік 19 років)      |      |      | Пачука             |
| 12 | ВР   | Луїс Лопес           | 20 грудня 1999 (вік 19 років)    |      |      | Дорадос де Сіналоа |
| 13 | ЗХ   | Маріо Трехо          | 9 березня 1999 (вік 20 років)    |      |      | Монаркас Морелія   |
| 14 | ЗХ   | Освальдо Леон        | 15 червня 1999 (вік 19 років)    |      |      | Клуб Америка       |
| 15 | ПЗ   | Хосе Пласенсія       | 18 червня 1999 (вік 19 років)    |      |      | Некакса            |
| 16 | ПЗ   | Роберто Мерас        | 4 серпня 1999 (вік 19 років)     |      |      | Монаркас Морелія   |
| 17 | НП   | Даніель Лопес        | 14 березня 2000 (вік 19 років)   |      |      | Тіхуана            |
| 18 | ПЗ   | Карлос Гутьєррес     | 5 лютого 1999 (вік 20 років)     |      |      | УНАМ Пумас         |
| 19 | ПЗ   | Антоніо Фігероа      | 13 червня 1999 (вік 19 років)    |      |      | Пачука             |
| 20 | ПЗ   | Адріан Лосано        | 8 травня 1999 (вік 20 років)     |      |      | Сантос Лагуна      |
| 21 | ВР   | Анхель Алонсо        | 27 січня 2000 (вік 19 років)     |      |      | Некакса            |

### Італія
Головний тренер: Паоло Ніколато
Остаточний склад було оголошено 14 квітня.
| №  | Поз. | Гравець                 | Дата народження (вік)            | Ігри | Голи | Клуб             |
| -- | ---- | ----------------------- | -------------------------------- | ---- | ---- | ---------------- |
| 1  | ВР   | Алессандро Пліццарі     | 12 березня 2000 (вік 19 років)   |      |      | Мілан            |
| 2  | ЗХ   | Антоніо Кандела         | 27 квітня 2000 (вік 19 років)    |      |      | Дженоа           |
| 3  | ЗХ   | Алессандро Тріпальделлі | 9 лютого 1999 (вік 20 років)     |      |      | Кротоне          |
| 4  | ЗХ   | Маттео Габбія           | 21 жовтня 1999 (вік 19 років)    |      |      | Луккезе-Лібертас |
| 5  | ЗХ   | Алессандро Буонджорно   | 6 червня 1999 (вік 19 років)     |      |      | Карпі            |
| 6  | ЗХ   | Давіде Беттелла         | 7 квітня 2000 (вік 19 років)     |      |      | Пескара          |
| 7  | ПЗ   | Давіде Фраттезі         | 22 вересня 1999 (вік 19 років)   |      |      | Асколі           |
| 8  | ПЗ   | Андреа Кольпані         | 11 травня 1999 (вік 20 років)    |      |      | Аталанта         |
| 9  | НП   | Андреа Пінамонті        | 19 травня 1999 (вік 20 років)    |      |      | Фрозіноне        |
| 10 | НП   | Крістіан Капоне         | 28 квітня 1999 (вік 20 років)    |      |      | Пескара          |
| 11 | НП   | Джанлука Скамакка       | 1 січня 1999 (вік 20 років)      |      |      | Сассуоло         |
| 12 | ВР   | Марко Карнезеккі        | 1 липня 2000 (вік 18 років)      |      |      | Аталанта         |
| 13 | ЗХ   | Лука Раньєрі            | 23 квітня 1999 (вік 20 років)    |      |      | Фоджа            |
| 14 | ЗХ   | Рауль Белланова         | 17 травня 2000 (вік 19 років)    |      |      | Мілан            |
| 15 | ЗХ   | Енріко Дель Прато       | 10 листопада 1999 (вік 19 років) |      |      | Аталанта         |
| 16 | НП   | Габріеле Горі           | 13 лютого 1999 (вік 20 років)    |      |      | Ліворно          |
| 17 | ЗХ   | Лука Пеллегріні         | 7 березня 1999 (вік 20 років)    |      |      | Кальярі          |
| 18 | НП   | Марко Олів'єрі          | 30 червня 1999 (вік 19 років)    |      |      | Ювентус          |
| 19 | ПЗ   | Доменіко Альберіко      | 23 січня 1999 (вік 20 років)     |      |      | Гоффенгайм 1899  |
| 20 | ПЗ   | Сальваторе Еспозіто     | 7 жовтня 2000 (вік 18 років)     |      |      | Равенна          |
| 21 | ВР   | Леонардо Лоріа          | 28 березня 1999 (вік 20 років)   |      |      | Ювентус          |

### Японія
Головний тренер: Масанага Кагеяма
Остаточний склад було оголошено 7 травня.
| №  | Поз. | Гравець             | Дата народження (вік)         | Ігри | Голи | Клуб                |
| -- | ---- | ------------------- | ----------------------------- | ---- | ---- | ------------------- |
| 1  | ВР   | Томоя Вакахара      | 28 грудня 1999 (вік 19 років) |      |      | Кіото Санга         |
| 2  | ЗХ   | Дзюнкі Хіґасі       | 28 липня 2000 (вік 18 років)  |      |      | Санфрече Хіросіма   |
| 3  | ЗХ   | Юкі Кобаясі         | 18 липня 2000 (вік 18 років)  |      |      | Віссел Кобе         |
| 4  | ЗХ   | Аюму Секо           | 7 червня 2000 (вік 18 років)  |      |      | Сересо Осака        |
| 5  | ЗХ   | Юкінарі Суґавара    | 28 червня 2000 (вік 18 років) |      |      | Наґоя Грампус       |
| 6  | ПЗ   | Юта Ґоке            | 10 червня 1999 (вік 19 років) |      |      | Віссел Кобе         |
| 7  | ПЗ   | Хірокі Іто          | 12 травня 1999 (вік 20 років) |      |      | Наґоя Грампус       |
| 8  | ПЗ   | Каня Фудзімото      | 1 липня 1999 (вік 19 років)   |      |      | Токіо Верді         |
| 9  | НП   | Кокі Сайто          | 10 серпня 2001 (вік 17 років) |      |      | Йокогама            |
| 10 | ПЗ   | Міцукі Сайто        | 10 січня 1999 (вік 20 років)  |      |      | Сьонан Бельмаре     |
| 11 | НП   | Кьосуке Тагава      | 11 лютого 1999 (вік 20 років) |      |      | Токіо               |
| 12 | ВР   | Сю Моґі             | 15 січня 1999 (вік 20 років)  |      |      | Сересо Осака        |
| 13 | НП   | Таісеі Міясіро      | 26 травня 2000 (вік 18 років) |      |      | Кавасакі Фронтале   |
| 14 | НП   | Дзюн Нісікава       | 21 лютого 2002 (вік 17 років) |      |      | Сересо Осака        |
| 15 | ЗХ   | Тоїті Судзукі       | 30 травня 2000 (вік 18 років) |      |      | Сьонан Бельмаре     |
| 16 | ПЗ   | Кота Ямада          | 10 липня 1999 (вік 19 років)  |      |      | Йокогама Ф. Марінос |
| 17 | ЗХ   | Мікуні Кеннедіеґбус | 23 червня 2000 (вік 18 років) |      |      | Авіспа Фукуока      |
| 18 | НП   | Таїті Хара          | 5 травня 1999 (вік 20 років)  |      |      | Токіо               |
| 19 | ЗХ   | Хіната Кіда         | 4 липня 2000 (вік 18 років)   |      |      | Авіспа Фукуока      |
| 20 | НП   | Кейто Накамура      | 28 липня 2000 (вік 18 років)  |      |      | Ґамба Осака         |
| 21 | ВР   | Сіон Судзукі        | 21 серпня 2002 (вік 16 років) |      |      | Урава Ред Даймондс  |

### Еквадор
Головний тренер:  Хорхе Селіко
Остаточний склад було оголошено 25 квітня.
| №  | Поз. | Гравець              | Дата народження (вік)           | Ігри | Голи | Клуб                        |
| -- | ---- | -------------------- | ------------------------------- | ---- | ---- | --------------------------- |
| 1  | ВР   | Веллінгтон Рамірес   | 9 вересня 2000 (вік 18 років)   |      |      | Реал Сосьєдад               |
| 2  | ЗХ   | Джексон Поросо       | 4 серпня 2000 (вік 18 років)    |      |      | Сантус                      |
| 3  | ЗХ   | Дієго Паласіос       | 12 липня 1999 (вік 19 років)    |      |      | Віллем II                   |
| 4  | ЗХ   | Джон Еспіноса        | 24 лютого 1999 (вік 20 років)   |      |      | Аукас                       |
| 5  | ПЗ   | Хорді Альсівар       | 5 серпня 1999 (вік 19 років)    |      |      | ЛДУ Кіто                    |
| 6  | ЗХ   | Густаво Вальєсілья   | 28 травня 1999 (вік 19 років)   |      |      | Аукас                       |
| 7  | ПЗ   | Луїс Еступіньян      | 13 травня 1999 (вік 20 років)   |      |      | Мушук Руна                  |
| 8  | ПЗ   | Хосе Сіфуентес       | 12 березня 1999 (вік 20 років)  |      |      | Америка де Кіто             |
| 9  | НП   | Леонардо Кампана     | 24 липня 2000 (вік 18 років)    |      |      | Барселона (Гуаякіль)        |
| 10 | ПЗ   | Джордан Ресабала     | 29 лютого 2000 (вік 19 років)   |      |      | Індепендьєнте дель Вальє    |
| 11 | НП   | Александер Альварадо | 21 квітня 1999 (вік 20 років)   |      |      | Аукас                       |
| 12 | ВР   | П'єр Беллольйо       | 22 червня 1999 (вік 19 років)   |      |      | Универсідад Католіка (Кіто) |
| 13 | ПЗ   | Джефферсон Арсе      | 29 травня 2000 (вік 18 років)   |      |      | ЛДУ Кіто                    |
| 14 | ЗХ   | Річард Міна          | 22 липня 1999 (вік 19 років)    |      |      | Аукас                       |
| 15 | ЗХ   | Хесус Кастільйо      | 26 квітня 1999 (вік 20 років)   |      |      | Пуерто Кіто                 |
| 16 | ПЗ   | Серхіо Кінтеро       | 12 березня 1999 (вік 20 років)  |      |      | Імбабура                    |
| 17 | НП   | Стівен Пласа         | 11 березня 1999 (вік 20 років)  |      |      | Реал Вальядолід             |
| 18 | ЗХ   | Луїс Лоор            | 4 жовтня 1999 (вік 19 років)    |      |      | Індепендьєнте дель Вальє    |
| 19 | НП   | Даніель Сегура       | 17 березня 1999 (вік 20 років)  |      |      | Америка де Кіто             |
| 20 | НП   | Гонсало Плата        | 1 листопада 2000 (вік 18 років) |      |      | Спортінг (Лісабон)          |
| 21 | ВР   | Хоан Лара            | 28 лютого 1999 (вік 20 років)   |      |      | Аукас                       |

## Група C

### Гондурас
Головний тренер: Карлос Табора
Остаточний склад було оголошено 4 травня.
| №  | Поз. | Гравець           | Дата народження (вік)            | Ігри | Голи | Клуб                        |
| -- | ---- | ----------------- | -------------------------------- | ---- | ---- | --------------------------- |
| 1  | ВР   | Хосе Гарсія       | 28 лютого 2000 (вік 19 років)    |      |      | Реал Еспанья                |
| 2  | ЗХ   | Елісон Рівас      | 20 листопада 1999 (вік 19 років) |      |      | Реал Еспанья                |
| 3  | ЗХ   | Дарвін Дієго      | 14 липня 1999 (вік 19 років)     |      |      | Віда                        |
| 4  | ЗХ   | Аксель Гомес      | 28 червня 2000 (вік 18 років)    |      |      | Олімпія (Тегусігальпа)      |
| 5  | ЗХ   | Веслі Декас       | 11 серпня 1999 (вік 19 років)    |      |      | Атланта Юнайтед             |
| 6  | ПЗ   | Еверсон Лопес     | 3 листопада 2000 (вік 18 років)  |      |      | Мотагуа                     |
| 7  | ПЗ   | Крістіан Калікс   | 9 вересня 1999 (вік 19 років)    |      |      | Атлас (Гвадалахара)         |
| 8  | ПЗ   | Герсон Чавес      | 31 січня 2000 (вік 19 років)     |      |      | Реал Еспанья                |
| 9  | НП   | Сесар Ромеро      | 19 січня 1999 (вік 20 років)     |      |      | Колорадо-Спрінгз Свічбекс   |
| 10 | ПЗ   | Карлос Мехія      | 19 лютого 2000 (вік 19 років)    |      |      | Віда                        |
| 11 | НП   | Хосуе Вільяфранка | 16 грудня 1999 (вік 19 років)    |      |      | Мотагуа                     |
| 12 | ВР   | Оскар Реєс        | 31 січня 1999 (вік 20 років)     |      |      | Віда                        |
| 13 | ПЗ   | Селвін Гевара     | 15 лютого 1999 (вік 20 років)    |      |      | Реал Еспанья                |
| 14 | ПЗ   | Хосеф Росалес     | 6 листопада 2000 (вік 18 років)  |      |      | Індепендьєнте де Ла-Чоррера |
| 15 | ЗХ   | Майнор Антунес    | 21 січня 2001 (вік 18 років)     |      |      | Сосьяль Соль                |
| 16 | ПЗ   | Джек Жан-Баптіст  | 20 грудня 1999 (вік 19 років)    |      |      | Лаудун Юнайтед              |
| 17 | НП   | Луїс Пальма       | 17 січня 2000 (вік 19 років)     |      |      | Реал Монаркс                |
| 18 | ЗХ   | Хонатан Нуньєс    | 26 листопада 2001 (вік 17 років) |      |      | Мотагуа                     |
| 19 | ЗХ   | Маріано Альварес  | 2 травня 1999 (вік 20 років)     |      |      | Реал Еспанья                |
| 20 | НП   | Патрік Паласіос   | 29 січня 2000 (вік 19 років)     |      |      | Реал Еспанья                |
| 21 | ВР   | Хоан Вільянуева   | 29 липня 1999 (вік 19 років)     |      |      | Марафон                     |

### Нова Зеландія
Головний тренер:  Дес Бакінгем
Остаточний склад було оголошено 16 квітня 2019.
| №  | Поз. | Гравець            | Дата народження (вік)            | Ігри | Голи | Клуб                 |
| -- | ---- | ------------------ | -------------------------------- | ---- | ---- | -------------------- |
| 1  | ВР   | Майкл Вауд         | 16 січня 1999 (вік 20 років)     |      |      | Віллем II            |
| 2  | ЗХ   | Джордж Стенджер    | 15 серпня 2000 (вік 18 років)    |      |      | Гамільтон Академікал |
| 3  | ЗХ   | Далтон Вілкінс     | 15 квітня 1999 (вік 20 років)    |      |      | Гельсінгер           |
| 4  | ЗХ   | Джанні Стенснесс   | 7 лютого 1999 (вік 20 років)     |      |      | Веллінгтон Фенікс    |
| 5  | ЗХ   | Нандо Пейнакер     | 25 лютого 1999 (вік 20 років)    |      |      | Істерн Сабарбс       |
| 6  | ПЗ   | Дейн Шнелл         | 14 травня 1999 (вік 20 років)    |      |      | Вайтакере Юнайтед    |
| 7  | ПЗ   | Елія Джаст         | 1 травня 2000 (вік 19 років)     |      |      | Гельсінгер           |
| 8  | ПЗ   | Джо Белл           | 27 квітня 1999 (вік 20 років)    |      |      | Вірджинія Кавальерс  |
| 9  | НП   | Макс Мата          | 10 липня 2000 (вік 18 років)     |      |      | Грассгоппер          |
| 10 | ПЗ   | Сарпіт Сінгх       | 20 лютого 1999 (вік 20 років)    |      |      | Веллінгтон Фенікс    |
| 11 | НП   | Меттью Конрой      | 1 квітня 2001 (вік 18 років)     |      |      | Вайтакере Юнайтед    |
| 12 | ВР   | Кемерон Браун      | 9 липня 1999 (вік 19 років)      |      |      | Сентрал Юнайтед      |
| 13 | ЗХ   | Ліберато Какаче    | 27 вересня 2000 (вік 18 років)   |      |      | Веллінгтон Фенікс    |
| 14 | ПЗ   | Леон ван ден Говен | 20 квітня 2000 (вік 19 років)    |      |      | Валвейк              |
| 15 | ПЗ   | Тревор Цветслот    | 16 жовтня 1999 (вік 19 років)    |      |      | Вердер               |
| 16 | ПЗ   | Домінік Вулдрідж   | 11 березня 1999 (вік 20 років)   |      |      | Вестерн Сабарбс      |
| 17 | ЗХ   | Каллан Еліот       | 7 липня 1999 (вік 19 років)      |      |      | Веллінгтон Фенікс    |
| 18 | НП   | Бен Вейн           | 11 червня 2001 (вік 17 років)    |      |      | Веллінгтон Фенікс    |
| 19 | НП   | Каллум Макковатт   | 30 квітня 1999 (вік 20 років)    |      |      | Істерн Сабарбс       |
| 20 | ПЗ   | Віллем Еббінге     | 6 січня 2001 (вік 18 років)      |      |      | Веллінгтон Фенікс    |
| 21 | ВР   | Зак Джонс          | 27 листопада 2000 (вік 18 років) |      |      | Веллінгтон Фенікс    |

### Уругвай
Головний тренер: Густаво Феррейра
Остаточний склад було оголошено 6 травня 2019.
| №  | Поз. | Гравець              | Дата народження (вік)           | Ігри | Голи | Клуб                       |
| -- | ---- | -------------------- | ------------------------------- | ---- | ---- | -------------------------- |
| 1  | ВР   | Франко Ісраель       | 22 квітня 2000 (вік 19 років)   |      |      | Ювентус                    |
| 2  | ЗХ   | Бруно Мендес (к)     | 10 вересня 1999 (вік 19 років)  |      |      | Корінтіанс                 |
| 3  | ЗХ   | Себастьян Касерес    | 18 серпня 1999 (вік 19 років)   |      |      | Ліверпуль (Монтевідео)     |
| 4  | ЗХ   | Есекіель Бускетс     | 24 жовтня 2000 (вік 18 років)   |      |      | Пеньяроль                  |
| 5  | ПЗ   | Мартін Барріос       | 24 січня 1999 (вік 20 років)    |      |      | Расінг (Монтевідео)        |
| 6  | ЗХ   | Максіміліано Араухо  | 15 лютого 2000 (вік 19 років)   |      |      | Монтевідео Вондерерз       |
| 7  | НП   | Емільяно Гомес       | 18 вересня 2001 (вік 17 років)  |      |      | Дефенсор Спортінг          |
| 8  | ПЗ   | Сантьяго Родрігес    | 8 січня 2000 (вік 19 років)     |      |      | Насьйональ (Монтевідео)    |
| 9  | НП   | Дарвін Нуньєс        | 24 червня 1999 (вік 19 років)   |      |      | Пеньяроль                  |
| 10 | НП   | Ніколас Ск'яппакассе | 12 січня 1999 (вік 20 років)    |      |      | Парма                      |
| 11 | НП   | Бріан Родрігес       | 20 травня 2000 (вік 19 років)   |      |      | Пеньяроль                  |
| 12 | ВР   | Ренсо Родрігес       | 23 січня 1999 (вік 20 років)    |      |      | Індепендьєнте (Авельянеда) |
| 13 | ЗХ   | Еміліано Анчета      | 9 червня 1999 (вік 19 років)    |      |      | Данубіо                    |
| 14 | ПЗ   | Франсіско Хінелья    | 21 січня 1999 (вік 20 років)    |      |      | Монтевідео Вондерерз       |
| 15 | ЗХ   | Едгар Елісальде      | 27 лютого 2000 (вік 19 років)   |      |      | Пескара                    |
| 16 | ПЗ   | Ніколас Асеведо      | 14 квітня 1999 (вік 20 років)   |      |      | Ліверпуль (Монтевідео)     |
| 17 | ПЗ   | Томас Чакон          | 17 серпня 2000 (вік 18 років)   |      |      | Данубіо                    |
| 18 | ПЗ   | Хуан Санабрія        | 29 березня 2000 (вік 19 років)  |      |      | Атлетіко (Мадрид)          |
| 19 | ЗХ   | Рональд Араухо       | 7 березня 1999 (вік 20 років)   |      |      | Barcelona                  |
| 20 | НП   | Хуан Боселлі         | 9 листопада 1999 (вік 19 років) |      |      | Жирона                     |
| 21 | ВР   | Мауро Сільвейра      | 6 травня 2000 (вік 19 років)    |      |      | Монтевідео Вондерерз       |

### Норвегія
Головний тренер: Пал Арне Йогансен
Остаточний склад було оголошено 30 квітня 2019.
| №  | Поз. | Гравець                 | Дата народження (вік)            | Ігри | Голи | Клуб                     |
| -- | ---- | ----------------------- | -------------------------------- | ---- | ---- | ------------------------ |
| 1  | ВР   | Маркус Петтерсен        | 12 лютого 1999 (вік 20 років)    |      |      | Нест-Сотра               |
| 2  | ЗХ   | Крістіан Борхгревінк    | 11 травня 1999 (вік 20 років)    |      |      | Волеренга                |
| 3  | ЗХ   | Джон Кітолано           | 18 жовтня 1999 (вік 19 років)    |      |      | Вулвергемптон Вондерерз  |
| 4  | ЗХ   | Ларс Рангер             | 12 березня 1999 (вік 20 років)   |      |      | Улл/Кіса                 |
| 5  | ЗХ   | Лео Естігор             | 28 листопада 1999 (вік 19 років) |      |      | Брайтон енд Гоув Альбіон |
| 6  | ПЗ   | Аднан Хаджич            | 8 березня 1999 (вік 20 років)    |      |      | Старт (Крістіансанн)     |
| 7  | ПЗ   | Гуго Ветлесен           | 29 лютого 2000 (вік 19 років)    |      |      | Стабек                   |
| 8  | ПЗ   | Еміль Богінен           | 12 березня 1999 (вік 20 років)   |      |      | Стабек                   |
| 9  | НП   | Крістіан Торстведт      | 13 березня 1999 (вік 20 років)   |      |      | Вікінг                   |
| 10 | ПЗ   | Еман Маркович           | 8 травня 1999 (вік 20 років)     |      |      | Зриньські                |
| 11 | НП   | Єнс Гауге               | 12 жовтня 1999 (вік 19 років)    |      |      | Буде-Глімт               |
| 12 | ВР   | Юліан Лунд              | 20 травня 1999 (вік 20 років)    |      |      | Русенборг                |
| 13 | ВР   | Ерік-Йоганнес Арнебротт | 28 квітня 1999 (вік 20 років)    |      |      | Вікінг                   |
| 14 | ЗХ   | Ульрік Фредріксен       | 17 червня 1999 (вік 19 років)    |      |      | Согндал                  |
| 15 | ЗХ   | Томас Тотланд           | 28 вересня 1999 (вік 19 років)   |      |      | Согндал                  |
| 16 | ПЗ   | Тобіас Беркеєт          | 18 квітня 1999 (вік 20 років)    |      |      | Стабек                   |
| 17 | ЗХ   | Гокон Ев'єн             | 14 лютого 2000 (вік 19 років)    |      |      | Буде-Глімт               |
| 18 | ПЗ   | Тобіас Свендсен         | 31 серпня 1999 (вік 19 років)    |      |      | Саннефіорд               |
| 19 | НП   | Ерлінг Голанн           | 21 липня 2000 (вік 18 років)     |      |      | Ред Булл (Зальцбург)     |
| 20 | ПЗ   | Тобіас Крістенсен       | 11 травня 2000 (вік 19 років)    |      |      | Старт (Крістіансанн)     |
| 21 | ПЗ   | Ола Брюнгільдсен        | 27 квітня 1999 (вік 20 років)    |      |      | Стабек                   |

## Група D

### Катар
Головний тренер:  Бруну Мігель Пінейру
| №  | Поз. | Гравець             | Дата народження (вік)          | Ігри | Голи | Клуб             |
| -- | ---- | ------------------- | ------------------------------ | ---- | ---- | ---------------- |
| 1  | ВР   | Салах Закарія       | 24 квітня 1999 (вік 20 років)  |      |      | Ейпен            |
| 2  | ЗХ   | Насір Пір           | 27 січня 1999 (вік 20 років)   |      |      | Катар СК         |
| 3  | ЗХ   | Ахмед Аль-Мінхалі   | 5 травня 1999 (вік 20 років)   |      |      | Ас-Сайлія        |
| 4  | ПЗ   | Абдолла Алі         | 17 березня 1999 (вік 20 років) |      |      | Ейпен            |
| 5  | ЗХ   | Юсеф Аймен          | 21 березня 1999 (вік 20 років) |      |      | Катар СК         |
| 6  | ПЗ   | Нассер Аль-Язіді    | 2 лютого 2000 (вік 19 років)   |      |      | Аль-Духаїль      |
| 7  | НП   | Абдулашид Умару     | 12 серпня 1999 (вік 19 років)  |      |      | Аль-Аглі (Доха)  |
| 8  | ПЗ   | Андрі Сяхпутра      | 29 червня 1999 (вік 19 років)  |      |      | Аль-Гарафа       |
| 9  | НП   | Юсуф Абдурісаг      | 6 серпня 1999 (вік 19 років)   |      |      | Аль-Арабі (Доха) |
| 10 | ПЗ   | Халед Мохаммед      | 7 червня 2000 (вік 18 років)   |      |      | Катар СК         |
| 11 | ПЗ   | Абдулла Нассер      | 24 серпня 1999 (вік 19 років)  |      |      | Аль-Хор          |
| 12 | ЗХ   | Хомам Ахмед         | 25 серпня 1999 (вік 19 років)  |      |      | Ейпен            |
| 13 | ЗХ   | Алі Малолах         | 26 лютого 1999 (вік 20 років)  |      |      | Аль-Вакра        |
| 14 | ПЗ   | Ейса Палангі        | 21 лютого 1999 (вік 20 років)  |      |      | Катар СК         |
| 15 | ЗХ   | Бахаа Мамдух        | 18 квітня 1999 (вік 20 років)  |      |      | Ас-Садд          |
| 16 | ПЗ   | Хашим Алі           | 17 серпня 2000 (вік 18 років)  |      |      | Аль-Арабі (Доха) |
| 17 | ПЗ   | Мохаммед Джадуа     | 18 вересня 1999 (вік 19 років) |      |      | Аль-Аглі (Доха)  |
| 18 | ВР   | Шехаб Еллеті        | 18 квітня 2000 (вік 19 років)  |      |      | Аль-Духаїль      |
| 19 | ЗХ   | Ахмед Аль-Хамавенде | 8 лютого 1999 (вік 20 років)   |      |      | Аль-Аглі (Доха)  |
| 20 | ПЗ   | Ахмад Яссер         | 6 січня 1999 (вік 20 років)    |      |      | Аль-Духаїль      |
| 21 | ВР   | Марван Бадрелдін    | 17 квітня 1999 (вік 20 років)  |      |      | Аль-Аглі (Доха)  |

### Нігерія
Головний тренер: Пол Аїгбогун
Остаточний склад було оголошено 13 травня 2019.
| №  | Поз. | Гравець             | Дата народження (вік)            | Ігри | Голи | Клуб                       |
| -- | ---- | ------------------- | -------------------------------- | ---- | ---- | -------------------------- |
| 1  | ВР   | Детан Огундаре      | 8 грудня 2000 (вік 18 років)     |      |      | Когі Юнайтед               |
| 2  | ЗХ   | Зулкіфілу Рабіу     | 1 січня 2002 (вік 17 років)      |      |      | Плато Юнайтед              |
| 3  | ЗХ   | Ікувем Удо          | 11 листопада 1999 (вік 19 років) |      |      | Еньїмба                    |
| 4  | ПЗ   | Пітер Елету         | 24 січня 2000 (вік 19 років)     |      |      | "Прінс Казім"              |
| 5  | ЗХ   | Аліу Салавудін      | 28 вересня 1999 (вік 19 років)   |      |      | Академія Еммануеля Амуніке |
| 6  | ЗХ   | Валентін Озорнвафор | 1 червня 1999 (вік 19 років)     |      |      | Еньїмба                    |
| 7  | ПЗ   | Їра Сор             | 24 липня 2000 (вік 18 років)     |      |      | 36 Lion Soccer Academy     |
| 8  | ПЗ   | Том Деле-Баширу     | 17 вересня 1999 (вік 19 років)   |      |      | Манчестер Сіті             |
| 9  | НП   | Акор Адамс          | 29 січня 2000 (вік 19 років)     |      |      | Согндал                    |
| 10 | ПЗ   | Анікеме Окон        | 8 травня 1999 (вік 20 років)     |      |      | Аква Юнайтед               |
| 11 | НП   | Генрі Оффія         | 26 грудня 1999 (вік 19 років)    |      |      | Сіріус (Уппсала)           |
| 12 | ЗХ   | Іґо Оґбу            | 8 лютого 2000 (вік 19 років)     |      |      | Русенборг                  |
| 13 | ПЗ   | Ннамді Офобор       | 7 листопада 1999 (вік 19 років)  |      |      | Борнмут                    |
| 14 | ПЗ   | Кінгслі Майкл       | 26 серпня 1999 (вік 19 років)    |      |      | Перуджа                    |
| 15 | ЗХ   | Джаміл Мухаммад     | 12 листопада 2000 (вік 18 років) |      |      | Кано Пілларс               |
| 16 | ВР   | Олавале Оремаде     | 31 грудня 1999 (вік 19 років)    |      |      | "Оасіс"                    |
| 17 | ПЗ   | Саксесс Маканджуола | 24 травня 2001 (вік 17 років)    |      |      | "Вотер"                    |
| 18 | НП   | Чінонсо Емека       | 30 серпня 2001 (вік 17 років)    |      |      | "Брук Хаус"                |
| 19 | ПЗ   | Максвелл Еффіом     | 5 листопада 1999 (вік 19 років)  |      |      | Еньїмба                    |
| 20 | НП   | Мухамед Тіджані     | 26 липня 2000 (вік 18 років)     |      |      | Банік (Острава)            |
| 21 | ВР   | Джонатан Заккала    | 8 жовтня 2001 (вік 17 років)     |      |      | Трієстіна                  |

### Україна
Головний тренер: Олександр Петраков
Попередній склад з 25 гравців було оголошено 7 травня 2019. Віталій Миколенко був замінений Олегом Веремієнко 23 травня через травму.
| №  | Поз. | Гравець              | Дата народження (вік)            | Ігри | Голи | Клуб                 |
| -- | ---- | -------------------- | -------------------------------- | ---- | ---- | -------------------- |
| 1  | ВР   | Андрій Лунін         | 11 лютого 1999 (вік 20 років)    |      |      | Леганес              |
| 2  | ЗХ   | Валерій Бондар       | 27 лютого 1999 (вік 20 років)    |      |      | Шахтар (Донецьк)     |
| 3  | ЗХ   | Олександр Сафронов   | 11 червня 1999 (вік 19 років)    |      |      | Дніпро-1             |
| 4  | ЗХ   | Денис Попов          | 17 лютого 1999 (вік 20 років)    |      |      | Динамо (Київ)        |
| 5  | ЗХ   | Олег Веремієнко      | 13 лютого 1999 (вік 20 років)    |      |      | Калуш                |
| 6  | ПЗ   | Максим Чех           | 3 січня 1999 (вік 20 років)      |      |      | Шахтар (Донецьк)     |
| 7  | ПЗ   | Георгій Цітаішвілі   | 18 листопада 2000 (вік 18 років) |      |      | Динамо (Київ)        |
| 8  | ПЗ   | Олексій Хахльов      | 6 лютого 1999 (вік 20 років)     |      |      | Депортіво Алавес     |
| 9  | ЗХ   | Віктор Корнієнко     | 14 лютого 1999 (вік 20 років)    |      |      | Шахтар (Донецьк)     |
| 10 | ПЗ   | Сергій Булеца        | 16 лютого 1999 (вік 20 років)    |      |      | Динамо (Київ)        |
| 11 | НП   | Владислав Супряга    | 15 лютого 2000 (вік 19 років)    |      |      | Динамо (Київ)        |
| 12 | ВР   | Владислав Кучерук    | 14 лютого 1999 (вік 20 років)    |      |      | Динамо (Київ)        |
| 13 | ЗХ   | Данило Бескоровайний | 7 лютого 1999 (вік 20 років)     |      |      | Земплін (Михайлівці) |
| 14 | НП   | Данило Сікан         | 16 квітня 2001 (вік 18 років)    |      |      | Маріуполь            |
| 15 | ПЗ   | Кирило Дришлюк       | 16 вересня 1999 (вік 19 років)   |      |      | Олександрія          |
| 16 | ПЗ   | Микола Мусолітін     | 21 січня 1999 (вік 20 років)     |      |      | Чорноморець (Одеса)  |
| 17 | ЗХ   | Юхим Конопля         | 26 серпня 1999 (вік 19 років)    |      |      | Шахтар (Донецьк)     |
| 18 | НП   | Денис Устименко      | 12 квітня 1999 (вік 20 років)    |      |      | Олександрія          |
| 19 | ЗХ   | Ігор Снурніцин       | 7 березня 2000 (вік 19 років)    |      |      | Олімпік (Донецьк)    |
| 20 | ВР   | Дмитро Різник        | 30 січня 1999 (вік 20 років)     |      |      | Ворскла              |
| 21 | ПЗ   | Олексій Кащук        | 29 червня 2000 (вік 18 років)    |      |      | Шахтар (Донецьк)     |

### США
Головний тренер: Таб Рамос
Остаточний склад було оголошено 10 травня. Через травму 22 травня замість Айо Акіноли в заявку був включений Хуліан Араухо.
| №  | Поз. | Гравець             | Дата народження (вік)           | Ігри | Голи | Клуб                 |
| -- | ---- | ------------------- | ------------------------------- | ---- | ---- | -------------------- |
| 1  | ВР   | Брейді Скотт        | 30 червня 1999 (вік 19 років)   |      |      | Кельн                |
| 2  | ЗХ   | Сержиньйо Дест      | 3 листопада 2000 (вік 18 років) |      |      | Аякс (Амстердам)     |
| 3  | ЗХ   | Кріс Глостер        | 28 липня 2000 (вік 18 років)    |      |      | Ганновер 96          |
| 4  | ЗХ   | Марк Маккензі       | 25 лютого 1999 (вік 20 років)   |      |      | Філадельфія Юніон    |
| 5  | ЗХ   | Кріс Річардс        | 28 березня 2000 (вік 19 років)  |      |      | Баварія (Мюнхен)     |
| 6  | ПЗ   | Кріс Деркін         | 8 лютого 2000 (вік 19 років)    |      |      | Ді Сі Юнайтед        |
| 7  | ЗХ   | Хуліан Араухо       | 13 серпня 2001 (вік 17 років)   |      |      | Лос-Анджелес Гелаксі |
| 8  | ПЗ   | Алексіс Мендес      | 6 вересня 2000 (вік 18 років)   |      |      | Фрайбург             |
| 9  | НП   | Себастьян Сото      | 28 липня 2000 (вік 18 років)    |      |      | Ганновер 96          |
| 10 | ПЗ   | Пакстон Помикал     | 17 грудня 1999 (вік 19 років)   |      |      | Даллас               |
| 11 | НП   | Тімоті Веа          | 22 лютого 2000 (вік 19 років)   |      |      | Парі Сен-Жермен      |
| 12 | ВР   | Девід Очоа          | 16 січня 2001 (вік 18 років)    |      |      | Реал Солт-Лейк       |
| 13 | ЗХ   | Абубакар Кейта      | 6 квітня 2000 (вік 19 років)    |      |      | Коламбус Крю         |
| 14 | ПЗ   | Едвін Серрільйо     | 3 жовтня 2000 (вік 18 років)    |      |      | Даллас               |
| 15 | ЗХ   | Меттью Реал         | 10 липня 1999 (вік 19 років)    |      |      | Філадельфія Юніон    |
| 16 | ПЗ   | Брендон Серванія    | 12 березня 1999 (вік 20 років)  |      |      | Даллас               |
| 17 | НП   | Конрад де ла Фуенте | 16 липня 2001 (вік 17 років)    |      |      | Barcelona            |
| 18 | НП   | Уліссес Льянес      | 2 квітня 2001 (вік 18 років)    |      |      | Вольфсбург           |
| 19 | НП   | Джастін Реннікс     | 20 березня 1999 (вік 20 років)  |      |      | Нью-Інгленд Революшн |
| 20 | ПЗ   | Річард Ледезма      | 6 вересня 2000 (вік 18 років)   |      |      | ПСВ                  |
| 21 | ВР   | Сі Джей дос Сантос  | 24 серпня 2000 (вік 18 років)   |      |      | Бенфіка (Лісабон)    |

## Група E

### Панама
Головний тренер: Хорхе Делі Вальдес
Остаточний склад було оголошено 29 квітня 2019.
| №  | Поз. | Гравець           | Дата народження (вік)          | Ігри | Голи | Клуб                          |
| -- | ---- | ----------------- | ------------------------------ | ---- | ---- | ----------------------------- |
| 1  | ВР   | Маркос Альєн      | 8 лютого 1999 (вік 20 років)   |      |      | Пласа Амадор                  |
| 2  | ЗХ   | Родольфо Родрігес | 18 березня 1999 (вік 20 років) |      |      | Леонес де Амеріка             |
| 3  | ЗХ   | Гільєрмо Бенітес  | 5 березня 1999 (вік 20 років)  |      |      | Атланта Юнайтед               |
| 4  | ЗХ   | Мануель Гамбоа    | 5 лютого 1999 (вік 20 років)   |      |      | Уніон Депортіво Універсітаріо |
| 5  | ПЗ   | Карлос Харві      | 3 лютого 2000 (вік 19 років)   |      |      | Лос-Анджелес Гелаксі          |
| 6  | ПЗ   | Ернесто Вокер     | 9 лютого 1999 (вік 20 років)   |      |      | Лос-Анджелес Гелаксі          |
| 7  | НП   | Ефраїн Брістан    | 20 січня 1999 (вік 20 років)   |      |      | Арабе Унідо                   |
| 8  | ПЗ   | Віктор Гріффіт    | 12 грудня 2000 (вік 18 років)  |      |      | Сантос де Гуапілес            |
| 9  | НП   | Едуардо Герреро   | 21 лютого 2000 (вік 19 років)  |      |      | Маккабі (Тель-Авів)           |
| 10 | ПЗ   | Анхель Орельєн    | 2 квітня 2001 (вік 18 років)   |      |      | Спортінг Сан-Мігеліто         |
| 11 | ЗХ   | Хорхе Мендес      | 6 квітня 2001 (вік 18 років)   |      |      | Universitario                 |
| 12 | ВР   | Емерсон Дімас     | 10 серпня 2001 (вік 17 років)  |      |      | Індепендьєнте де Ла-Чоррера   |
| 13 | ПЗ   | Карлос Кіртон     | 2 серпня 1999 (вік 19 років)   |      |      | Індепендьєнте де Ла-Чоррера   |
| 14 | ПЗ   | Ховані Велч       | 7 грудня 1999 (вік 19 років)   |      |      | Альянса (Панама)              |
| 15 | ПЗ   | Дієго Валанта     | 8 вересня 2000 (вік 18 років)  |      |      | Тауро                         |
| 16 | НП   | Томас Родрігес    | 9 березня 1999 (вік 20 років)  |      |      | Альянса (Панама)              |
| 17 | ЗХ   | Соєль Трехос      | 19 квітня 2000 (вік 19 років)  |      |      | Арабе Унідо                   |
| 18 | НП   | Аксель Маккензі   | 10 липня 1999 (вік 19 років)   |      |      | Тауро                         |
| 19 | ЗХ   | Хесус Вест        | 19 червня 1999 (вік 19 років)  |      |      | Торонто                       |
| 20 | ПЗ   | Едгар Каннінгем   | 2 жовтня 2000 (вік 18 років)   |      |      | Арабе Унідо                   |
| 21 | ВР   | Кевін Москера     | 7 жовтня 1999 (вік 19 років)   |      |      | Спортінг Сан-Мігеліто         |

### Малі
Головний тренер: Мамуту Кане

| №  | Поз. | Гравець           | Дата народження (вік)            | Ігри | Голи | Клуб                 |
| -- | ---- | ----------------- | -------------------------------- | ---- | ---- | -------------------- |
| 1  | ВР   | Алкаліфа Кулібалі | 3 грудня 2001 (вік 17 років)     |      |      | АС Онз Креатурс      |
| 2  | ЗХ   | Арно Конан        | 15 травня 2000 (вік 19 років)    |      |      | Етуаль де Манде      |
| 3  | ЗХ   | Дрісса Діарра     | 1 травня 1999 (вік 20 років)     |      |      | Бамако               |
| 4  | ЗХ   | Фоде Конате       | 2 грудня 2000 (вік 18 років)     |      |      | Бамако               |
| 5  | ЗХ   | Бабу Фофана       | 10 квітня 1999 (вік 20 років)    |      |      | Стад Мальєн          |
| 6  | ПЗ   | Усман Діакіте     | 25 липня 2000 (вік 18 років)     |      |      | Ред Булл (Зальцбург) |
| 7  | НП   | Хаджі Драме       | 10 вересня 2000 (вік 18 років)   |      |      | Єллені Олімпік       |
| 8  | ПЗ   | Мохамед Камара    | 6 січня 2000 (вік 19 років)      |      |      | Ред Булл (Зальцбург) |
| 9  | НП   | Ібраїма Коне      | 16 червня 1999 (вік 19 років)    |      |      | Гаугесун             |
| 10 | ПЗ   | Мамаду Траоре     | 8 лютого 1999 (вік 20 років)     |      |      | Стад Мальєн          |
| 11 | НП   | Бубакар Конте     | 2 березня 2001 (вік 18 років)    |      |      | Сарпсборг            |
| 12 | НП   | Мамаді Діарра     | 26 червня 2000 (вік 18 років)    |      |      | Єллен                |
| 13 | ЗХ   | Клеман Кануте     | 1 вересня 1999 (вік 19 років)    |      |      | Дугуволофіла         |
| 14 | ПЗ   | Самбу Сіссоко     | 29 червня 2000 (вік 18 років)    |      |      | УСФАС (Бамако)       |
| 15 | ЗХ   | Абдулає Діабі     | 4 липня 2000 (вік 18 років)      |      |      | Антверпен            |
| 16 | ВР   | Юссуф Койта       | 27 серпня 2000 (вік 18 років)    |      |      | Жирона               |
| 17 | ПЗ   | Мамаду Самаке     | 15 травня 2000 (вік 19 років)    |      |      | Стандард (Льєж)      |
| 18 | ПЗ   | Бубакар Траоре    | 20 серпня 2001 (вік 17 років)    |      |      | Бамако               |
| 19 | НП   | Лассана Н'Діає    | 3 жовтня 2000 (вік 18 років)     |      |      | ЦСКА (Москва)        |
| 20 | НП   | Секу Койта        | 28 листопада 1999 (вік 19 років) |      |      | Ред Булл (Зальцбург) |
| 21 | ВР   | Сулейман Кулібалі | 28 серпня 2001 (вік 17 років)    |      |      | Афрік Фут Еліт       |

### Франція
Головний тренер: Бернар Діомед
Остаточний склад було оголошено 13 травня 2019.
| №  | Поз. | Гравець           | Дата народження (вік)            | Ігри | Голи | Клуб                          |
| -- | ---- | ----------------- | -------------------------------- | ---- | ---- | ----------------------------- |
| 1  | ВР   | Альбан Ляфон      | 23 січня 1999 (вік 20 років)     |      |      | Фіорентіна                    |
| 2  | ЗХ   | Жан-Клер Тодібо   | 30 грудня 1999 (вік 19 років)    |      |      | Барселона                     |
| 3  | ЗХ   | Еван Н'Діка       | 20 серпня 1999 (вік 19 років)    |      |      | Айнтрахт (Франкфурт-на-Майні) |
| 4  | ЗХ   | Бубакар Камара    | 23 листопада 1999 (вік 19 років) |      |      | Олімпік (Марсель)             |
| 5  | ЗХ   | Дан-Аксель Загаду | 3 червня 1999 (вік 19 років)     |      |      | Боруссія (Дортмунд)           |
| 6  | ПЗ   | Ензо Луаодіс      | 27 листопада 2000 (вік 18 років) |      |      | Діжон                         |
| 7  | НП   | Ясін Адлі         | 29 липня 2000 (вік 18 років)     |      |      | Бордо                         |
| 8  | ПЗ   | Мікаель Кюїзанс   | 16 серпня 1999 (вік 19 років)    |      |      | Боруссія (Менхенгладбах)      |
| 9  | НП   | Амін Гуїрі        | 16 лютого 2000 (вік 19 років)    |      |      | Ліон                          |
| 10 | НП   | Мусса Діабі       | 7 липня 1999 (вік 19 років)      |      |      | Парі Сен-Жермен               |
| 11 | НП   | Набіль Аліуї      | 18 лютого 1999 (вік 20 років)    |      |      | Серкль (Брюгге)               |
| 12 | ЗХ   | Самбу Сіссоко     | 27 квітня 1999 (вік 20 років)    |      |      | Реймс                         |
| 13 | ЗХ   | Ніколя Козза      | 8 січня 1999 (вік 20 років)      |      |      | Монпельє                      |
| 14 | ПЗ   | Ібраїма Діалло    | 8 березня 1999 (вік 20 років)    |      |      | Брест                         |
| 15 | ЗХ   | Тома Базіля       | 30 квітня 1999 (вік 20 років)    |      |      | Нант                          |
| 16 | ВР   | Іллян Месльє      | 2 березня 2000 (вік 19 років)    |      |      | Лор'ян                        |
| 17 | НП   | Ленні Пінтор      | 5 серпня 2000 (вік 18 років)     |      |      | Ліон                          |
| 18 | ПЗ   | Юссуф Фофана      | 10 січня 1999 (вік 20 років)     |      |      | Страсбур                      |
| 19 | НП   | Мусса Сілла       | 25 листопада 1999 (вік 19 років) |      |      | Монако                        |
| 20 | ПЗ   | Бубакарі Сумаре   | 27 лютого 1999 (вік 20 років)    |      |      | Лілль                         |
| 21 | ВР   | Дідьє Депре       | 13 березня 1999 (вік 20 років)   |      |      | Дрансі                        |

### Саудівська Аравія
Головний тренер: Халед Аль-Атві
| №  | Поз. | Гравець                 | Дата народження (вік)            | Ігри | Голи | Клуб                    |
| -- | ---- | ----------------------- | -------------------------------- | ---- | ---- | ----------------------- |
| 1  | ВР   | Наваф Аль-Гамді         | 21 січня 1999 (вік 20 років)     |      |      | Аль-Хіляль (Ер-Ріяд)    |
| 2  | ЗХ   | Сауд Абдулхамід         | 18 липня 1999 (вік 19 років)     |      |      | Аль-Іттіхад (Джидда)    |
| 3  | ЗХ   | Халіфа Аль-Давсарі      | 2 січня 1999 (вік 20 років)      |      |      | Аль-Кадісія (Ель-Хубар) |
| 4  | ЗХ   | Наїф Алмас              | 18 січня 2000 (вік 19 років)     |      |      | Ан-Наср (Ер-Ріяд)       |
| 5  | ЗХ   | Хассан Тамбакті         | 9 лютого 1999 (вік 20 років)     |      |      | Аш-Шабаб (Ер-Ріяд)      |
| 6  | ПЗ   | Фірас Аль-Гамді         | 3 грудня 1999 (вік 19 років)     |      |      | Аль-Аглі (Джидда)       |
| 7  | НП   | Ях'я Наджі              | 2 березня 1999 (вік 20 років)    |      |      | Ан-Наср (Ер-Ріяд)       |
| 8  | ПЗ   | Хамед Аль-Гамді         | 2 квітня 1999 (вік 20 років)     |      |      | Аль-Іттіфак             |
| 9  | НП   | Фірас Аль-Бурайкан      | 14 травня 2000 (вік 19 років)    |      |      | Ан-Наср (Ер-Ріяд)       |
| 10 | ПЗ   | Туркі Аль-Аммар         | 24 вересня 1999 (вік 19 років)   |      |      | Аш-Шабаб (Ер-Ріяд)      |
| 11 | ПЗ   | Халід Аль-Ганнам        | 8 листопада 2000 (вік 18 років)  |      |      | Аль-Кадісія (Ель-Хубар) |
| 12 | ЗХ   | Мохаммед Аль-Шанкіті    | 15 травня 1999 (вік 20 років)    |      |      | Ан-Наср (Ер-Ріяд)       |
| 13 | ЗХ   | Муханнад Аль-Шанкіті    | 12 березня 1999 (вік 20 років)   |      |      | Аль-Іттіхад (Джидда)    |
| 14 | ПЗ   | Мансор Аль-Беше         | 24 квітня 2000 (вік 19 років)    |      |      | Аль-Хіляль (Ер-Ріяд)    |
| 15 | ПЗ   | Фарадж Аль-Гашаян       | 29 квітня 2000 (вік 19 років)    |      |      | Ан-Наср (Ер-Ріяд)       |
| 16 | ЗХ   | Хазім Аз-Захрані        | 23 квітня 1999 (вік 20 років)    |      |      | Аль-Іттіхад (Джидда)    |
| 17 | ПЗ   | Ібрагім Махнаші         | 18 листопада 1999 (вік 19 років) |      |      | Аль-Іттіфак             |
| 18 | ПЗ   | Салем Ас-Салім          | 14 березня 1999 (вік 20 років)   |      |      | Аль-Хіляль (Ер-Ріяд)    |
| 19 | ПЗ   | Абдулмохсен Аль-Кахтані | 5 червня 1999 (вік 19 років)     |      |      | Аль-Кадісія (Ель-Хубар) |
| 20 | ВР   | Абдулрахман Аш-Шаммарі  | 9 липня 2000 (вік 18 років)      |      |      | Ан-Наср (Ер-Ріяд)       |
| 21 | ВР   | Мохаммед Ад-Давсарі     | 2 жовтня 1999 (вік 19 років)     |      |      | Аш-Шабаб (Ер-Ріяд)      |

## Група F

### Португалія
Головний тренер: Еліу Соза
Остаточний склад було оголошено 10 травня 2019.
| №  | Поз. | Гравець           | Дата народження (вік)          | Ігри | Голи | Клуб                    |
| -- | ---- | ----------------- | ------------------------------ | ---- | ---- | ----------------------- |
| 1  | ВР   | Діогу Кошта       | 19 вересня 1999 (вік 19 років) |      |      | Порту                   |
| 2  | ЗХ   | Діогу Дало        | 18 березня 1999 (вік 20 років) |      |      | Манчестер Юнайтед       |
| 3  | ЗХ   | Діогу Кейрош      | 5 січня 1999 (вік 20 років)    |      |      | Порту                   |
| 4  | ЗХ   | Діогу Лейте       | 23 січня 1999 (вік 20 років)   |      |      | Порту                   |
| 5  | ЗХ   | Рубен Вінагре     | 9 квітня 1999 (вік 20 років)   |      |      | Вулвергемптон Вондерерз |
| 6  | ПЗ   | Флорентіну Луїш   | 19 серпня 1999 (вік 19 років)  |      |      | Бенфіка                 |
| 7  | НП   | Жота              | 30 березня 1999 (вік 20 років) |      |      | Бенфіка                 |
| 8  | ПЗ   | Жедсон Фернандіш  | 9 січня 1999 (вік 20 років)    |      |      | Бенфіка                 |
| 9  | НП   | Рафаел Леан       | 10 червня 1999 (вік 19 років)  |      |      | Лілль                   |
| 10 | ПЗ   | Мігел Луїш        | 27 лютого 1999 (вік 20 років)  |      |      | Спортінг (Лісабон)      |
| 11 | НП   | Мезаке Джу        | 18 березня 1999 (вік 20 років) |      |      | Вест Гем Юнайтед        |
| 12 | ВР   | Жуан Віргінія     | 10 жовтня 1999 (вік 19 років)  |      |      | Евертон                 |
| 13 | ПЗ   | Нуно Піна         | 31 березня 1999 (вік 20 років) |      |      | К'єво                   |
| 14 | ЗХ   | Тьєррі Коррейя    | 9 березня 1999 (вік 20 років)  |      |      | Спортінг (Лісабон)      |
| 15 | ЗХ   | Франсішку Моура   | 16 серпня 1999 (вік 19 років)  |      |      | Брага                   |
| 16 | ЗХ   | Ромен Коррейя     | 6 вересня 1999 (вік 19 років)  |      |      | Віторія (Гімарайнш)     |
| 17 | НП   | Франсішку Трінкан | 29 грудня 1999 (вік 19 років)  |      |      | Брага                   |
| 18 | НП   | Педру Нету        | 9 березня 2000 (вік 19 років)  |      |      | Лаціо                   |
| 19 | НП   | Педру Мартелу     | 12 жовтня 1999 (вік 19 років)  |      |      | Брага                   |
| 20 | ПЗ   | Нуну Сантуш       | 2 березня 1999 (вік 20 років)  |      |      | Бенфіка                 |
| 21 | ВР   | Луїш Машиміану    | 5 січня 1999 (вік 20 років)    |      |      | Спортінг (Лісабон)      |

### Південна Корея
Головний тренер: Чон Чин Йон
Остаточна заявка була оголошена 2 травня 2019. 12 травня, Лі Гю Хьок замінив у заявці Джонг Ву Йонга після того як його клуб «Баварія» відмовився відпускати гравця.
| №  | Поз. | Гравець      | Дата народження (вік)            | Ігри | Голи | Клуб                   |
| -- | ---- | ------------ | -------------------------------- | ---- | ---- | ---------------------- |
| 1  |      | Лі Гван Йон  | 11 вересня 1999 (вік 19 років)   |      |      | Канвон                 |
| 2  |      | Хван Те Хьон | 29 січня 1999 (вік 20 років)     |      |      | Ансан Грінерс          |
| 3  |      | Лі Дже Ік    | 21 травня 1999 (вік 20 років)    |      |      | Канвон                 |
| 4  |      | Лі Джі Соль  | 9 липня 1999 (вік 19 років)      |      |      | Теджон Сітізен         |
| 5  |      | Кім Хьон У   | 7 березня 1999 (вік 20 років)    |      |      | Динамо Загреб          |
| 6  |      | Кім Чжун Мін | 13 листопада 1999 (вік 19 років) |      |      | Ліферінг               |
| 7  |      | Чон Се Джин  | 9 вересня 1999 (вік 19 років)    |      |      | Сувон Самсунг Блювінгз |
| 8  |      | Лі Гю Хьок   | 4 травня 1999 (вік 20 років)     |      |      | Чеджу Юнайтед          |
| 9  |      | О Се Хон     | 15 січня 1999 (вік 20 років)     |      |      | Асан Мугунхуа          |
| 10 |      | Лі Канг Ін   | 19 лютого 2001 (вік 18 років)    |      |      | Валенсія               |
| 11 |      | Ум Вон Сан   | 6 січня 1999 (вік 20 років)      |      |      | Санджу Санму           |
| 12 |      | Пак Джі Мін  | 25 травня 2000 (вік 18 років)    |      |      | Сувон Самсунг Блювінгз |
| 13 |      | Ко Дже Хьон  | 5 березня 1999 (вік 20 років)    |      |      | Тегу                   |
| 14 |      | Пак Те Чун   | 19 січня 1999 (вік 20 років)     |      |      | Соннам                 |
| 15 |      | Чон Хо Джин  | 6 серпня 1999 (вік 19 років)     |      |      | Університет Кореї      |
| 16 |      | Кім Чу Сон   | 12 грудня 2000 (вік 18 років)    |      |      | Сеул                   |
| 17 |      | Лі Сан Чун   | 14 жовтня 1999 (вік 19 років)    |      |      | Пусан Ай Парк          |
| 18 |      | Чхо Йон Ук   | 5 лютого 1999 (вік 20 років)     |      |      | Сеул                   |
| 19 |      | Чхве Чун     | 17 квітня 1999 (вік 20 років)    |      |      | Університет Йонсей     |
| 20 |      | Кім Се Юн    | 29 квітня 1999 (вік 20 років)    |      |      | Теджон Сітізен         |
| 21 |      | Чхве Мін Су  | 26 лютого 2000 (вік 19 років)    |      |      | Гамбург                |

### Аргентина
Головний тренер: Фернандо Батіста
Остаточний склад було оголошено 3 травня 2019.
| №  | Поз. | Гравець                | Дата народження (вік)          | Ігри | Голи | Клуб                    |
| -- | ---- | ---------------------- | ------------------------------ | ---- | ---- | ----------------------- |
| 1  | ВР   | Мануель Роффо          | 4 квітня 2000 (вік 19 років)   |      |      | Бока Хуніорс            |
| 2  | ЗХ   | Неуен Перес            | 24 червня 2000 (вік 18 років)  |      |      | Атлетіко (Мадрид)       |
| 3  | ЗХ   | Франсіско Ортега       | 19 березня 1999 (вік 20 років) |      |      | Велес Сарсфілд          |
| 4  | ЗХ   | Факундо Мура           | 24 березня 1999 (вік 20 років) |      |      | Естудьянтес (Ла-Плата)  |
| 5  | ПЗ   | Сантьяго Соса          | 3 травня 1999 (вік 20 років)   |      |      | Рівер Плейт             |
| 6  | ЗХ   | Максіміліано Сентуріон | 20 лютого 1999 (вік 20 років)  |      |      | Архентінос Хуніорс      |
| 7  | НП   | Хуліан Альварес        | 31 січня 2000 (вік 19 років)   |      |      | Рівер Плейт             |
| 8  | ПЗ   | Агустін Альмендра      | 11 лютого 2000 (вік 19 років)  |      |      | Бока Хуніорс            |
| 9  | НП   | Адольфо Гайч           | 26 лютого 1999 (вік 20 років)  |      |      | Сан-Лоренсо де Альмагро |
| 10 | ПЗ   | Гонсало Мароні         | 18 березня 1999 (вік 20 років) |      |      | Тальєрес де Кордова     |
| 11 | ПЗ   | Анібаль Морено         | 13 травня 1999 (вік 20 років)  |      |      | Ньюеллс Олд Бойз        |
| 12 | ВР   | Херонімо Поуртау       | 23 січня 2000 (вік 19 років)   |      |      | Естудьянтес (Ла-Плата)  |
| 13 | ЗХ   | Марсело Вайгандт       | 11 січня 2000 (вік 19 років)   |      |      | Бока Хуніорс            |
| 14 | ЗХ   | Факундо Медіна         | 28 травня 1999 (вік 19 років)  |      |      | Тальєрес де Кордова     |
| 15 | ПЗ   | Фаусто Вера            | 26 березня 2000 (вік 19 років) |      |      | Архентінос Хуніорс      |
| 16 | НП   | Агустін Урсі           | 4 травня 2000 (вік 19 років)   |      |      | Банфілд                 |
| 17 | НП   | Томас Чанкалай         | 1 січня 1999 (вік 20 років)    |      |      | Колон                   |
| 18 | ПЗ   | Крістіан Феррейра      | 12 вересня 1999 (вік 19 років) |      |      | Рівер Плейт             |
| 19 | НП   | Педро де ла Вега       | 7 лютого 2001 (вік 18 років)   |      |      | Ланус                   |
| 20 | ПЗ   | Есек'єль Барко         | 29 березня 1999 (вік 20 років) |      |      | Атланта Юнайтед         |
| 21 | ВР   | Хоакін Бласкес         | 28 січня 2001 (вік 18 років)   |      |      | Валенсія                |

### ПАР
Головний тренер: Тхабо Сенонг
Остаточний склад було оголошено 14 травня 2019.
| №  | Поз. | Гравець           | Дата народження (вік)           | Ігри | Голи | Клуб               |
| -- | ---- | ----------------- | ------------------------------- | ---- | ---- | ------------------ |
| 1  | ВР   | Копано Тхунтсане  | 30 жовтня 1999 (вік 19 років)   |      |      | Орландо Пайретс    |
| 2  | ЗХ   | Кінан Абрахамс    | 27 травня 1999 (вік 19 років)   |      |      | Аякс (Кейптаун)    |
| 3  | ЗХ   | Гівмор Кхупе      | 20 грудня 1999 (вік 19 років)   |      |      | Кейп Умоя Юнайтед  |
| 4  | ЗХ   | Малебого Модісе   | 6 лютого 1999 (вік 20 років)    |      |      | Мамелоді Сандаунз  |
| 5  | ЗХ   | Сібусісо Мабілісо | 14 квітня 1999 (вік 20 років)   |      |      | АмаЗулу (Дурбан)   |
| 6  | ЗХ   | Фезіле Гкаба      | 3 березня 1999 (вік 20 років)   |      |      | Орландо Пайретс    |
| 7  | ПЗ   | Проміс Мхума      | 24 травня 2000 (вік 18 років)   |      |      | Мамелоді Сандаунз  |
| 8  | ПЗ   | Нджабуло Блом     | 11 грудня 1999 (вік 19 років)   |      |      | Кайзер Чифс        |
| 9  | ПЗ   | Освін Апполліс    | 25 серпня 2001 (вік 17 років)   |      |      | Суперспорт Юнайтед |
| 10 | НП   | Лайл Фостер       | 3 вересня 2000 (вік 18 років)   |      |      | Монако             |
| 11 | НП   | Тхакгало Лешабела | 18 вересня 1999 (вік 19 років)  |      |      | Лестер Сіті        |
| 12 | НП   | Табісо Моняне     | 30 квітня 2000 (вік 19 років)   |      |      | Орландо Пайретс    |
| 13 | ЗХ   | Кінан Філліпс     | 7 лютого 2000 (вік 19 років)    |      |      | Бідвест Вітс       |
| 14 | ПЗ   | Люк Ле Ру         | 10 березня 2000 (вік 19 років)  |      |      | Суперспорт Юнайтед |
| 15 | ПЗ   | Сифешиле Мхізе    | 5 лютого 1999 (вік 20 років)    |      |      | Мамелоді Сандаунз  |
| 16 | ВР   | Глен Баджіс       | 27 березня 2000 (вік 19 років)  |      |      | Мамелоді Сандаунз  |
| 17 | ПЗ   | Лувуйо Фева       | 8 листопада 1999 (вік 19 років) |      |      | Ріал Кінгс         |
| 18 | НП   | Лео Тетані        | 8 січня 1999 (вік 20 років)     |      |      | Аякс (Амстердам)   |
| 19 | ПЗ   | Кобамело Кодісанг | 28 серпня 1999 (вік 19 років)   |      |      | Санжуаненсе        |
| 20 | ВР   | Кхулекані Кубхека | 7 січня 1999 (вік 20 років)     |      |      | Кейп Умоя Юнайтед  |
| 21 | ЗХ   | Тхабо Молойсане   | 24 лютого 1999 (вік 20 років)   |      |      | Мамелоді Сандаунз  |